# Lukóca
Lukóca (1886-ig Lukavicza, szlovákul: Lukavica) község Szlovákiában, a Besztercebányai kerületben, a Zólyomi járásban.

## Fekvése
Zólyomtól 15 km-re északkeletre fekszik.

## Története
1389-ben „Lukauicha” alakban említik először. 1424-ben „Lwkocza” néven említik, ekkor részben nemesek, részben jobbágyok lakták. A 16. századig várbirtok volt.
A 18. század végén Vályi András így ír róla: „LUKAVICZA. Tót falu Zólyom Várm. földes Urai Beniczky, és Ozdroviczky Uraságok, lakosai katolikusok, fekszik Felső Micsinyinek szomszédságában, és annak filiája, földgyének 1/4 része sovány, legelője elég, 1/3 része termékeny, fája szűken, sarjút is kaszálnak, piatzozásra Zólyomban 1 mértföldnyire.”
Fényes Elek 1851-ben kiadott geográfiai szótárában így ír a faluról: „Lukavicza, tót falu, Zólyom vmegyében: 14 kath., 98 evang. lak. F. u. többen. Ut. p. Bucsa.”
A trianoni diktátumig Zólyom vármegye Besztercebányai járásához tartozott.

## Népessége
| Év:            | 1994. | 2004.   | 2014.    | 2024.    |
| -------------- | ----- | ------- | -------- | -------- |
| Emberek száma: | 153   | 143     | 165      | 287      |
| Eltérés:       |       | -6,53 % | +15,38 % | +73,93 % |

| Év:            | 2023. | 2024.   |
| -------------- | ----- | ------- |
| Emberek száma: | 284   | 287     |
| Eltérés:       |       | +1,05 % |

1910-ben 165, túlnyomórészt szlovák lakosa volt.
2001-ben 155 szlovák lakosa volt.
2011-ben 149 lakosából 147 szlovák.

## Nevezetességei
- Neogótikus haranglába a 19. század utolsó harmadában épült. Harangja 1920-ban készült. Az épületet 1950-ben és 1992-ben megújítoták.

## Külső hivatkozások
- Községinfó
- Tourist-channel.sk
- E-obce.sk Archiválva 2022. május 31-i dátummal a Wayback Machine-ben
- Lukóca a térképen